# Egidio Zanvettor
Egidio Zanvettor (Conegliano Veneto, 2 febbraio 1913 – Rostov sul Don, 13 gennaio 1943) è stato un calciatore italiano, di ruolo difensore.
È citato anche come Zanvettori.

## Carriera
Dal 1933 al 1936 gioca con la maglia del Padova tre stagioni di Serie A, Serie B e Serie C.